# Gunnar Jarring
Gunnar Valfrid Jarring (Brunnby, 12 ottobre 1907 – Stoccolma, 29 maggio 2002) è stato un diplomatico e turcologo svedese.

## Biografia
Nato in una cittadina della Scania, nel sud della Svezia, Gunnar Jarring diventò dottore in Filologia nell'Università di Lund nel 1933 con una tesi intitolata Studier i östturkisk ljudlära (Studi di fonetica turco-orientale), di cui relatore fu il celebre Gösta Raquette.
Dopo gli studi universitari, diventò addetto culturale nell'Ambasciata svedese di Ankara (Turchia), quindi a Teheran (Iran) a Baghdad (Iraq) e ad Addis Abeba (Etiopia). Fu poi ambasciatore in India nell'anno della sua indipendenza (1948), fino al 1951. Seguirono altre missioni diplomatiche in Sri Lanka (1950–1951) e in Pakistan (1951–1952).
Rappresentò la Svezia alle Nazioni Unite  e ottenne per il suo Paese un seggio non permanente al Consiglio di Sicurezza delle Nazioni Unite dal 1957 al 1958. In veste di Presidente del Consiglio di Sicurezza, soggiornò nel marzo e aprile del 1957 in India per tentare di risolvere la crisi del Kashmir.
Tornò a essere Ambasciatore di Svezia, prima negli Stati Uniti, dal 1958 al 1964, poi in Unione Sovietica dal 1964 al 1973.

## La Missione Jarring
Dopo la guerra dei sei giorni del 1967 e l'adozione della Risoluzione 242 da parte dell'ONU, Jarring fu nominato il 23 novembre 1967 dal Segretario Generale U Thant, rappresentante speciale per la pace in Vicino Oriente,, la nota missione Jarring che finirà con la guerra del Kippur (o guerra di Ramadan) nel 1973.
Gunnar Jarring continuò lungo tutto l'arco della sua vita a pubblicare lavori sul Turkestan. È uno dei rari diplomatici ad aver esplicitamente legato il proprio nome a una risoluzione del Consiglio di Sicurezza dell'ONU. la risoluzione 331.

## Opere
- Sulla distribuzione delle tribù turche in Afghanistan: un tentativo preliminare di classificazione, Università di Lund, 1939.
- Return to Kashgar: Central Asian Memoirs in the Present (Central Asia Book Series), Duke University, 1986.